# Türkiye Kupası 1973/74
Die Türkiye Kupası 1973/74 war die 12. Auflage des türkischen Fußball-Pokalwettbewerbes. Der Wettbewerb begann am 28. November 1973 mit der 1. Hauptrunde und endete am 22. Mai 1974 mit dem Rückspiel des Finals. Im Endspiel trafen Bursaspor und Fenerbahçe Istanbul aufeinander. Bursaspor nahm zum zweiten Mal am Finale teil. Für Fenerbahçe war es das vierte Mal.

## 1. Hauptrunde
- Şekerspor erhielt ein Freilos und war automatisch für die nächste Runde qualifiziert.

|                    | Gesamt          |                     | Hinspiel | Rückspiel |
| ------------------ | --------------- | ------------------- | -------- | --------- |
| Çayelispor         | 1:2             | Malatyaspor         | 1:0      | 0:2       |
| Erzurumspor        | 6:1             | Eskişehir Demirspor | 3:1      | 3:0       |
| Adanaspor          | 1:1 (4:3 i. E.) | Trabzonspor         | 1:0      | 0:1       |
| Boluspor           | 0:0 (4:3 i. E.) | Boluspor            | 0:0      | 0:0       |
| Ağırnas Şimşekspor | 0:3             | Vefa SK             | 0:1      | 0:2       |
| Eskişehirspor      | 2:0             | Kocaeli Kağıtspor   | 2:0      | 0:0       |
| Sivasspor          | 2:3             | Kayserispor         | 1:1      | 1:2       |
| Bursaspor          | 3:0             | Giresunspor         | 2:0      | 1:0       |
| Göztepe Izmir      | 1:1 (3:5 i. E.) | Altay Izmir         | 0:0      | 1:1       |
| MKE Ankaragücü     | 1:2             | Fenerbahçe Istanbul | 1:0      | 0:2       |
| Izmir Denizgücü    | 0:7             | Beşiktaş Istanbul   | 0:3      | 0:4       |
| Adana Demirspor    | 5:2             | Zonguldakspor       | 5:0      | 0:2       |
| Şekerspor          | 1:0             | Tirespor            | 1:0      | 0:0       |

## 2. Hauptrunde
- Gaziantepspor erhielt ein Freilos und war automatisch für die nächste Runde qualifiziert.

|                     | Gesamt          |               | Hinspiel | Rückspiel |
| ------------------- | --------------- | ------------- | -------- | --------- |
| Adana Demirspor     | (a)1:1(a)       | Trabzonspor   | 1:1      | 0:0       |
| Malatyaspor         | 0:1             | Eskişehirspor | 0:1      | 0:0       |
| Eskişehir Demirspor | 4:4 (2:4 i. E.) | Bursaspor     | 2:2      | 2:2       |
| Fenerbahçe Istanbul | 7:3             | Kayserispor   | 5:0      | 2:3       |
| Altay Izmir         | 0:0 (7:6 i. E.) | Şekerspor     | 0:0      | 0:0       |
| Beşiktaş Istanbul   | 5:2             | Vefa SK       | 2:1      | 3:1       |

## Viertelfinale
|                      | Gesamt    |                     | Hinspiel | Rückspiel |
| -------------------- | --------- | ------------------- | -------- | --------- |
| Trabzonspor          | 2:3       | Fenerbahçe Istanbul | 0:0      | 2:3       |
| Eskişehirspor        | (a)2:2(a) | Bursaspor           | 2:1      | 0:1       |
| Beşiktaş Istanbul    | 5:1       | Gaziantepspor       | 5:0      | 0:1       |
| Galatasaray Istanbul | 2:1       | Şekerspor           | 1:1      | 1:0       |

## Halbfinale
|                     | Gesamt |                      | Hinspiel | Rückspiel |
| ------------------- | ------ | -------------------- | -------- | --------- |
| Bursaspor           | 2:1    | Beşiktaş Istanbul    | 1:1      | 1:0       |
| Fenerbahçe Istanbul | 3:0    | Galatasaray Istanbul | 0:0      | 3:0       |

## Finale

### Hinspiel
| Paarung             | Bursaspor – Fenerbahçe Istanbul |
| Ergebnis            | 1:0 (1:0) |
| Datum               | 1. Mai 1974 um 14:30 Uhr |
| Stadion             | Atatürk-Stadion, Bursa |
| Schiedsrichter      | Fehmi Pazarcı |
| Tore                | 1:0 Tezcan Ozan (1.) |
| Bursaspor           | Osman Uçaner – İsmail Tartan, Orhan Özselek, Kemal Batmaz, Sedat Özbağ (46. Sedat Özden) – Vahit Kolukısa, Cemil Kezer, Hayrettin Endersert, Mehmet Vahap Özkömür – Tezcan Ozan, Sinan Bür (68. İsmail Emil) Cheftrainer: Mustafa Ertan              |
| Fenerbahçe Istanbul | Ilie Datcu – Alpaslan Eratlı, Kamil Güvenal (60. Timuçin Çuğ), Yılmaz Şen, Niyazi Gülseven – Ziya Şengül, Önder Mustafaoğlu (60. İsmet Saral), Selahattin Karasu – Cemil Turan, Mustafa Kaplakaslan, Osman Arpacıoğlu Cheftrainer: Didi ( Brasilien) |
| Gelbe Karten        | keine – Niyazi Gülseven |

### Rückspiel
| Paarung             | Fenerbahçe Istanbul – Bursaspor |
| Ergebnis            | 3:0 (2:0) |
| Datum               | 22. Mai 1974 um 17:00 Uhr |
| Stadion             | Inönü-Stadion, Istanbul |
| Schiedsrichter      | Orhan Cebe |
| Tore                | 1:0 Cemil Turan (14.) 2:0 Selahattin Karasu (17.) 3:0 Osman Arpacıoğlu (69.) |
| Fenerbahçe Istanbul | Ilie Datcu – Niyazi Gülseven, Kamil Güvenal, Alpaslan Eratlı, Serkan Acar – Önder Mustafaoğlu, Selahattin Karasu, Ziya Şengül – Osman Arpacıoğlu, Cemil Turan, Mustafa Kaplakaslan (46. Ender Konca) Cheftrainer: Didi ( Brasilien)        |
| Bursaspor           | Osman Uçaner – Sedat Özbağ, Orhan Özselek, İsmail Tartan, Vahit Kolukısa – Kemal Batmaz, Hayrettin Endersert, Sedat Çelen (46. İsmail Emil), Cemil Kezer (46. Yusuf Çavdar) – Mehmet Vahap Özkömür, Tezcan Ozan Cheftrainer: Mustafa Ertan |
| Gelbe Karten        | keine – Vahit Kolukısa, Kemal Batmaz |

## Beste Torschützen
| Rang | Spieler          | Verein              | Tore |
| ---- | ---------------- | ------------------- | ---- |
| 1    | Cemil Turan      | Fenerbahçe Istanbul | 7    |
| 2    | Osman Arpacıoğlu | Fenerbahçe Istanbul | 4    |
| 2    | Tezcan Özcan     | Bursaspor           | 4    |
| 4    | Muhittin Köymen  | Kayserispor         | 3    |
| 4    | Niko Kovi        | Beşiktaş Istanbul   | 3    |
| 4    | Saim             | Eskişehir Demirspor | 3    |
| 4    | Ahmet Yılmaz     | Beşiktaş Istanbul   | 3    |
| 8    | Mesut Şen        | Beşiktaş Istanbul   | 2    |
| 8    | Tuğrul Şener     | Beşiktaş Istanbul   | 2    |
| 8    | Mustafa Yücel    | Kayserispor         | 2    |